# شلبورن (نوادا)
شلبورن (به انگلیسی: Schellbourne) یک منطقهٔ مسکونی در ایالات متحده آمریکا است که در شهرستان وایت‌پاین، نوادا واقع شده‌است. شلبورن؟ نفر جمعیت دارد.